# Ana Olivera
Ana María Olivera Pessano (Montevideo, 17 de diciembre de 1953) es una profesora y política uruguaya perteneciente al Partido Comunista, partido que integra la coalición de izquierdas Frente Amplio, ex Intendenta de Montevideo. Actualmente se desempeña como Diputada de la República.
Se desempeñó como Subsecretaria de Desarrollo Social en el gobierno de Tabaré Vázquez. Fue la candidata única por el Frente Amplio para la Intendencia Departamental de Montevideo en las elecciones municipales del 9 de mayo de 2010. En esa jornada, resultó elegida como Intendenta de Montevideo, convirtiéndose así en la primera mujer electa para esa responsabilidad en dicho departamento. Desde el 9 de julio de 2015-fecha en la que culminó su mandato en la intendencia y hasta el 14 de febrero de 2020 se desempeñó como Subsecretaria de Desarrollo Social.

## Trayectoria
Ana Olivera nació en Montevideo el 17 de diciembre de 1953. A muy temprana edad integró el MLN-T, por lo que tuvo que exiliarse en Cuba y posteriormente en Francia durante el período militar. Fue en Francia donde se afilió al Partido Comunista del Uruguay. 
Una vez culminada la dictadura retornó al país y se graduó como profesora de francés de educación secundaria. 
En el ámbito político, su nombre comenzó a sonar por el año 1995, cuando el entonces Intendente de Montevideo, Mariano Arana la designa como Directora de la División Administraciones Locales de la Intendencia, cargo en el que se mantiene hasta fines del año 1999, cuando deja el puesto para desempeñarse como directora general del Departamento de Descentralización hasta julio del 2000. 
Tras un nuevo mandato del Intendente Arana, Olivera asume el puesto de Directora de la División Región Oeste, hasta el año 2003. Nuevamente, en el 2003 y hasta el 2005 asume como directora general del Departamento de Descentralización teniendo a su cargo las comisiones sectoriales de Juventud, Infancia, Mujer, Adulto Mayor y Gestión Social para la Discapacidad.
En marzo del 2005, tras la asunción del gobierno de Tabaré Vázquez asume como Viceministra del Ministerio de Desarrollo Social, secundando a Marina Arismendi. A su vez, también desde el 2005 forma parte de la Junta Nacional de Drogas, de la Mesa Coordinadora de la Seguridad Social y se desempeña como Presidenta del Consejo Consultivo Honorario de Infancia y Adolescencia.
Tras la proclamación de José Mujica como Presidente de la República, éste decidió nombrarla Ministra de Desarrollo Social, cargo que en un principio aceptó pero que luego debió rechazar porque fue nombrada candidata única por el Frente Amplio para el puesto de Intendente de Montevideo en las elecciones municipales que se realizaron el 9 de mayo de 2010.